# Rajkot
Rajkot (hindi राजकोट = Radźkot, gudźarati: રાજકોટ) – miasto w zachodnich Indiach, w stanie Gudźarat, w środkowej części półwyspu Kathijawar. Około 1,34 mln mieszkańców.
W mieście jest stacja kolejowa Rajkot.

## Miasta partnerskie
- Leicester, Wielka Brytania